# فرودگاه سرنیا کریس هدفیلد
فرودگاه سرنیا کریس هدفیلد (به انگلیسی: Sarnia Chris Hadfield Airport) یک فرودگاه همگانی با کد یاتا YZR است که یک باند فرود آسفالت دارد. این فرودگاه در شهر سارنیا، انتاریو کشور کانادا قرار دارد و در ارتفاع ۱۸۱ متری از سطح دریا واقع شده است.

## شرکت‌های هواپیمایی و مقصدهای پروازی
| شرکت‌های هواپیمایی  | مقصدهای پروازی |
| ------------------ | -------------- |
| Air Canada Express | پیرسون تورنتو  |